# お願い!セニョリータ
「お願い!セニョリータ」（おねがい!セニョリータ）は、日本のロックバンド・ORANGE RANGEの通算11枚目のシングル。2005年6月8日に発売された。

## 概要
前作「ラヴ・パレード」から、わずか2週間という短期間でリリースされた。
NAOTOのクレジット欄は｢programing, other instruments, ソイソース, g｣となっており、M-3「はい！もしもし…夏です！」はソイソースによる初の楽曲となっている。
このシングルを最後に、メンバーのKATCHANが脱退した。

## 収録曲
- 作詞・作曲:ORANGE RANGE

1. お願い！セニョリータ [3:43]
パラダイス山元が、パーカッションでゲスト参加している。
前作「ラヴ・パレード」の製作時期よりも早い正月休み頃に作られた。NAOTOはその理由を「（この曲を作るのを）夏まで待てなかったから」と語っている。HIROKI曰く「スペインの暑い夏がイメージ」。
大塚ベバレジ「MATCH」のCMソング。PVはCMと連動しており、ダンボール1箱に1人ずつ入ったメンバーが運ばれながら、歌ったり楽器を演奏している「原宿・大パニック!!編」、「電車男編」、「MONOCHRO RANGE編」の3パターンがある。YAMATOは「電車男編」の撮影の時に着用したスーツを買い取った。
『Squeezed』にリミックスバージョンが収録されている。
2. ねったいナイト [3:48]
1曲目との繋がりで、「夜の砂漠」のイメージ。
YOHはこの曲について「ベースをやっている人に是非聴いてほしい」と語っている。
3. はい！もしもし…夏です！ [3:11]
ソイソースによる楽曲。
「沙織」のロリ声ボーカルによるポップソング。HIROKIやNAOTOが「女の子に言わせたい言葉」を並べて作詞した、いわゆる電波ソングである。
こちらも、『Squeezed』にリミックスバージョンが収録されている。
『裏 SHOPPING』には、南明奈が歌っているバージョンが収録されている。
2023年11月に配信リリースされた『はい！もしもし･･･夏です！ -REFINISHED-』ではHIROKI、YAMATO、RYOが歌唱している。

## 関連情報

### 参加ミュージシャン
- パラダイス山元：パーカッション (M-1)
- 鈴木秀夫：フラメンコギター (M-1)
- うちやえゆか：掛け声 (M-1)
- 大川由潮：掛け声 (M-1)
- 前田愛：掛け声 (M-1)
- 野田順子：掛け声 (M-1)
- 小松里賀：掛け声 (M-1)
- 牧島有希：掛け声 (M-1)

### 収録アルバム
- お願い！セニョリータ
  - 『ИATURAL』
  - 『Squeezed』（シン・ニシムラによるリミックスバージョン）
  - 『ORANGE』
  - 『ALL the SINGLES』
- ねったいナイト
  - 『裏 SHOPPING』
- はい！もしもし…夏です！
  - 『Squeezed』（Katchin'によるリミックスバージョン）
  - 『裏 SHOPPING』（南明奈による歌唱バージョン）

### タイアップ
- 大塚ベバレジ「MATCH」CMソング (M-1)